# Amalosia rhombifer
Espèce
Synonymes
- Oedura rhombifer Gray, 1845

Amalosia rhombifer est une espèce de gecko de la famille des Diplodactylidae.

## Répartition
Cette espèce est endémique d'Australie. Elle se rencontre au Queensland, dans le Nord du Territoire du Nord et dans le nord de l'Australie-Occidentale.

## Publication originale
- Gray, 1845 : Catalogue of the specimens of lizards in the collection of the British Museum, p. 1-289 (texte intégral).